# 宿毛町
宿毛町（すくもちょう）は高知県幡多郡にあった町。現在の宿毛市の中心部、町名に冠称のない区域にあたる。本項では町制前の名称であるに宿毛村（すくもむら）ついても述べる。

## 地理
- 山岳：荒瀬山、白皇山、本城山、新城山、キガル山
- 河川：松田川、藤川
- 島嶼：大島、大藤島

## 歴史
- 1889年（明治22年）4月1日 - 町村制の施行により、宿毛村・錦村・小深浦村・大深浦村・樺村・宇須々木村・大島村・藻津村・坂下村の区域をもって宿毛村が発足。
- 1898年（明治31年）12月20日 - 宿毛村が町制施行して宿毛町となる。
- 1920年（大正9年）8月17日 - 松田川で大洪水が発生。62戸が流出[1]。死者多数。
- 1942年（昭和17年）6月15日 - 和田村を編入。
- 1950年（昭和25年）3月21日 - 昭和天皇の戦後巡幸。宿毛高校に宿毛町奉迎場を設営し、昭和天皇を迎えた[2]。
- 1954年（昭和29年）3月31日 - 小筑紫町・橋上村・平田村・山奈村・沖ノ島村と合併して宿毛市が発足。同日宿毛町廃止。

## 交通

### 鉄道路線
現在は旧町域に土佐くろしお鉄道宿毛線の宿毛駅・東宿毛駅が所在するが、当時は未開業。

### 道路
- 国道197号（現・国道56号）